# Parabembridae
Parabembridae (Diepwaterplatkopvissen) zijn een familie van straalvinnige vissen uit de orde van Schorpioenvisachtigen (Scorpaeniformes).

## Geslacht
- Parabembras Bleeker, 1874